# ميشيل ستيل (سياسية)
ميشيل يونجو بارك ستيل (بالإنجليزية: Michelle Eunjoo Park Steel)‏ هي سياسية أمريكية من أصل كوري من الحزب الجمهوري، ولدت في يوم 21 يونيو 1955 في سيئول في كوريا الجنوبية. أثناء طفولتها هاجرت مع عائلتها إلى كاليفورنيا وأكملت تعليمها في جامعة بيبردين في إدارة الأعمال وثم حصلت على شهادة الأستاذية من جامعة كاليفورنيا الجنوبية. وهي تتقن التكلم باللغتين الكورية واليابانية بالإضافة للإنجليزية. هي زوجة السياسي والمحامي شون ستيل. في 2020 تم إنتخابها كعضو جديد في مجلس النواب الأمريكي.